# Milena Mesa
Milena Matos Mesa (26. juni 1993) er en håndboldspiller fra Cuba. Hun spiller på Cubas håndboldlandshold, og deltog under VM 2011 i Brasilien.